# Quimioinformàtica
La quimioinformàtica o quiminformàtica és la disciplina científica que neix de combinar la química i la informàtica. No confondre amb la química computacional ni el modelatge molecular. El terme fou introduït el 1998 per F.K. Brown.
La quimioinformàtica tracta principalment de l'ús de tècniques informàtiques per resoldre problemes de química i les tècniques que s'usen són la topologia, teoria de grafs, estadística, manipulació de dades, mineria de dades i espai químic.